# Memoriał Janusza Kusocińskiego 2015
61. Memoriał Janusza Kusocińskiego – międzynarodowy mityng lekkoatletyczny, który odbył się 9 sierpnia 2015 na Miejskim Stadionie Lekkoatletycznym im. Wiesława Maniaka w Szczecinie. Zawody zaliczane były do cyklu European Athletics Permit Meeting.
Rywalizacja w rzucie młotem kobiet i mężczyzn zaliczana była do IAAF Hammer Throw Challenge.
Główny bieg memoriałowy na 3000 metrów wygrał Seifu Tura z Etiopii z rezultatem 7:56,22. Najlepszy z Polaków Krystian Zalewski był czwarty z rekordem życiowym 7:58,58.
Ozdobą zawodów był rekord Polski Pawła Fajdka w rzucie młotem, który najpierw uzyskał odległość 83,83 m, a w następnej kolejce 83,93 m. Joanna Jóźwik uzyskała najlepszy wynik w Polsce w biegu na 600 metrów – 1:25,04.

## Rezultaty

### Mężczyźni
| Konkurencja:               | 1. miejsce                                                                  | Rezultat | 2. miejsce                                                                  | Rezultat   | 3. miejsce                                                             | Rezultat |
| Bieg na 100 m              | Karol Zalewski                                                              | 10,34    | Adam Pawłowski                                                              | 10,36 PB   | Przemysław Słowikowski                                                 | 10,38    |
| Bieg na 400 m              | Kacper Kozłowski                                                            | 46,45    | Rafał Omelko                                                                | 46,59      | Michał Pietrzak                                                        | 46,62    |
| Bieg na 800 m              | Adam Kszczot                                                                | 1:44,67  | Marcin Lewandowski                                                          | 1:44,97    | Artur Kuciapski                                                        | 1:46,14  |
| Bieg na 1500 m             | Bartosz Kotłowski                                                           | 4:08,14  | Sebastian Smoliński                                                         | 4:08,24    | Grzegorz Kalinowski                                                    | 4:08,29  |
| Bieg na 3000 m             | Seifu Tura                                                                  | 7:56,22  | Richard Ringer                                                              | 7:56,81 SB | Stanisław Masłow                                                       | 7:58,24  |
| Bieg na 110 m przez płotki | William Sharman                                                             | 13,74    | Dominik Bochenek                                                            | 13,82      | Hassane Fofana                                                         | 13,97    |
| Sztafeta 4 × 100 m         | Polska I Adam Pawłowski Przemysław Słowikowski Karol Zalewski Kamil Kryński | 38,84    | Włochy Massimiliano Ferrato Enrico Demonte Davide Manenti Giovanni Galbieri | 39,29      | Polska II Jakub Adamski Grzegorz Zimniewicz Kamil Masztak Artur Zaczek | 39,91    |
| Skok o tyczce              | Piotr Lisek                                                                 | 5,72     | Shawnacy Barber                                                             | 5,55       | Claudio Stecchi                                                        | 5,45     |
| Skok w dal                 | Maksim Kolesnikow                                                           | 7,95     | Adrian Strzałkowski                                                         | 7,88 SB    | Andrzej Kuch                                                           | 7,47     |
| Pchnięcie kulą             | Tomasz Majewski                                                             | 20,69    | Germán Lauro                                                                | 20,58      | Ryan Whiting                                                           | 20,55    |
| Rzut dyskiem               | Piotr Małachowski                                                           | 67,49    | Robert Urbanek                                                              | 66,31 SB   | Gerd Kanter                                                            | 65,30    |
| Rzut młotem                | Paweł Fajdek                                                                | 83,93 NR | Nick Miller                                                                 | 75,56      | Marcel Lomnický                                                        | 75,03    |

### Kobiety
| Konkurencja:               | 1. miejsce             | Rezultat   | 2. miejsce        | Rezultat   | 3. miejsce       | Rezultat   |
| Bieg na 100 m              | Anna Kiełbasińska      | 11,48      | Marika Popowicz   | 11,50      | Marta Jeschke    | 11,64      |
| Bieg na 400 m              | Patrycja Wyciszkiewicz | 52,23      | Justyna Święty    | 52,62      | Małgorzata Hołub | 52,75      |
| Bieg na 600 m              | Joanna Jóźwik          | 1:25,04 NR | Paulina Mikiewicz | 1:27,47 PB | Ewa Jacniak      | 1:27,96 PB |
| Bieg na 1500 m             | Sofia Ennaoui          | 4:08,21    | Angelika Cichocka | 4:08,62    | Renata Pliś      | 4:11,44    |
| Bieg na 3000 m             | Silje Fjortoft         | 9:09,78 PB | Jess Coulson      | 9:11,28 PB | Julija Kutah     | 9:14,72    |
| Bieg na 100 m przez płotki | Karolina Kołeczek      | 12,87      | Anna Kiełbasińska | 13,30      | Krystina Haczko  | 13,53      |
| Bieg na 400 m przez płotki | Denisa Rosolová        | 55,82      | Joanna Linkiewicz | 56,18      | Emilia Ankiewicz | 56,88      |
| Trójskok                   | Natalija Wiatkina      | 13,90      | Jenny Elbe        | 13,88      | Dana Velďáková   | 13,72      |
| Rzut młotem                | Anita Włodarczyk       | 76,70      | Betty Heidler     | 73,37      | Sophie Hitchon   | 72,23 SB   |
| Rzut oszczepem             | Tacciana Chaładowicz   | 58,42      | Marija Abakumowa  | 57,21      | Maria Andrejczyk | 57,03      |